# Albemarle Bertie (9e comte de Lindsey)
Albemarle Bertie, 9e comte de Lindsey (17 septembre 1744 - 17 septembre 1818), est un noble et un général britannique.
Il est le fils de Peregrine Bertie, avocat et arrière-arrière-petit-fils de Montagu Bertie (2e comte de Lindsey).

## Carrière militaire
En 1762, il est commandé une enseigne dans les Grenadier Guards. Il devient lieutenant et capitaine dans ce régiment en 1769, lieutenant colonel en 1776 et colonel en 1781. Il devient 3e major du régiment le 12 mars 1789 et 2e major le 8 août 1792.
En 1793, il est promu major-général et nommé colonel du 81e régiment de fantassins nouvellement formé, le 19 septembre, chargé de recruter des volontaires. En 1794, il devient colonel d'un régiment existant, le 9e régiment d'infanterie (East Norfolk). Il est promu lieutenant-général en 1798 et général en 1803. En 1804, le duc d'York le recommande comme colonel du 77e régiment de fantassins, qui fait alors partie de l'establishment indien, notant que "la différence d’émolument avait une grande conséquence" pour Bertie. En 1808, il devient commandant du 89e régiment d'infanterie après que John Whitelocke ait été renvoyé du service. Il prend sa retraite du service actif en 1809 après avoir hérité du titre de comte de Lindsey de son lointain cousin.

## Carrière politique
En 1801, il est élu membre du Parlement pour Stamford, où la famille Bertie a déjà eu une influence électorale, par le marquis d'Exeter, alors éminent dans l'arrondissement. Il occupe le siège jusqu'à ce qu'il accède à sa pairie, mais se montre peu actif au Parlement. Il hérite du titre irlandais de vicomte Cullen par un reste spécial en 1810, mais ne l'a jamais revendiqué et n'a pas été reconnu dans le titre. En 1814, il est nommé gouverneur de Blackness Castle et, en mars 1818, de Charlemont Fort.

## Vie privée
En 1794, il épouse Eliza Maria Clay, fille de William Clay, mais ils n’ont pas d’enfants. En 1809, il épouse Charlotte Susannah Elizabeth Layard, fille d'un membre du clergé, et ils ont trois enfants. L'aînée, une fille, est mieux connue sous le nom de Charlotte Guest. Il y a aussi deux fils, qui succèdent tour à tour à leur père:
- George Bertie (10e comte de Lindsey)
- Montague Bertie (11e comte de Lindsey)